# Чома
Чома (укр. Чома, венг. Tiszacsoma Тисачома) — село в Береговской городской общине Береговского района Закарпатской области Украины.
Население по переписи 2001 года составляло 916 человек. Почтовый индекс — 90250. Телефонный код — 03141. Занимает площадь 1,61 км². Код КОАТУУ — 2120483401.